# Височки Одоровци
Височки Одоровци су насеље у Србији у општини Димитровград у Пиротском округу. Према попису из 2022. било је 39 становника.

## Демографија
У насељу Височки Одоровци живи 67 пунолетних становника, а просечна старост становништва износи 67,3 година (65,1 код мушкараца и 69,8 код жена). У насељу је 2002. године било 68 домаћинстава, а просечан број чланова по домаћинству био је 1,99.
Становништво у овом насељу веома је нехомогено, а у последњих шест пописа примећен је пад у броју становника.
|  |

| Демографија | Демографија | Демографија |
| Година      | Становника  | Становника  |
| ----------- | ----------- | ----------- |
| 1948.       | 882         |             |
| 1953.       | 846         |             |
| 1961.       | 665         |             |
| 1971.       | 435         |             |
| 1981.       | 303         |             |
| 1991.       | 222         | 222         |
| 2002.       | 135         | 135         |
| 2011.       | 68          |             |
| 2022.       | 39          |             |

| Година пописа     | 1948. | 1953. | 1961. | 1971. | 1981. | 1991. | 2002. |
| ----------------- | ----- | ----- | ----- | ----- | ----- | ----- | ----- |
| Број домаћинстава | 153   | 164   | 161   | 138   | 118   | 93    | 68    |

| Број чланова      | 1  | 2  | 3 | 4 | 5 | 6 | 7 | 8 | 9 | 10 и више | Просек |
| ----------------- | -- | -- | - | - | - | - | - | - | - | --------- | ------ |
| Број домаћинстава | 28 | 24 | 9 | 3 | 4 | 0 | 0 | 0 | 0 | 0         | 1,99   |

| Пол    | Укупно | Неожењен/Неудата | Ожењен/Удата | Удовац/Удовица | Разведен/Разведена | Непознато |
| ------ | ------ | ---------------- | ------------ | -------------- | ------------------ | --------- |
| Мушки  | 65     | 12               | 39           | 14             | 0                  | 0         |
| Женски | 63     | 6                | 37           | 20             | 0                  | 0         |
| УКУПНО | 128    | 18               | 76           | 34             | 0                  | 0         |

| Пол    | Укупно                    | Пољопривреда, лов и шумарство | Рибарство                            | Вађење руде и камена | Прерађивачка индустрија       |
| ------ | ------------------------- | ----------------------------- | ------------------------------------ | -------------------- | ----------------------------- |
| Мушки  | 56                        | 50                            | 0                                    | 0                    | 1                             |
| Женски | 45                        | 43                            | 0                                    | 0                    | 1                             |
| УКУПНО | 101                       | 93                            | 0                                    | 0                    | 2                             |
| Пол    | Производња и снабдевање   | Грађевинарство                | Трговина                             | Хотели и ресторани   | Саобраћај, складиштење и везе |
| Мушки  | 1                         | 0                             | 0                                    | 1                    | 0                             |
| Женски | 0                         | 0                             | 1                                    | 0                    | 0                             |
| УКУПНО | 1                         | 0                             | 1                                    | 1                    | 0                             |
| Пол    | Финансијско посредовање   | Некретнине                    | Државна управа и одбрана             | Образовање           | Здравствени и социјални рад   |
| Мушки  | 0                         | 0                             | 0                                    | 0                    | 0                             |
| Женски | 0                         | 0                             | 0                                    | 0                    | 0                             |
| УКУПНО | 0                         | 0                             | 0                                    | 0                    | 0                             |
| Пол    | Остале услужне активности | Приватна домаћинства          | Екстериторијалне организације и тела | Непознато            | Непознато                     |
| Мушки  | 0                         | 0                             | 0                                    | 3                    | 3                             |
| Женски | 0                         | 0                             | 0                                    | 0                    | 0                             |
| УКУПНО | 0                         | 0                             | 0                                    | 3                    | 3                             |

| Етнички састав према попису из 2002.‍ | Етнички састав према попису из 2002.‍ | Етнички састав према попису из 2002.‍ | Етнички састав према попису из 2002.‍ | Етнички састав према попису из 2002.‍ |
| ------------------------------------ | ------------------------------------ | ------------------------------------ | ------------------------------------ | ------------------------------------ |
|                                      |                                      |                                      |                                      |                                      |
| Бугари                               | Бугари                               |                                      | 68                                   | 50,37%                               |
| Срби                                 | Срби                                 |                                      | 35                                   | 25,92%                               |
| непознато                            | непознато                            |                                      | 3                                    | 2,22%                                |

| Етнички састав према попису из 2022.‍ | Етнички састав према попису из 2022.‍ | Етнички састав према попису из 2022.‍ | Етнички састав према попису из 2022.‍ | Етнички састав према попису из 2022.‍ |
| ------------------------------------ | ------------------------------------ | ------------------------------------ | ------------------------------------ | ------------------------------------ |
|                                      |                                      |                                      |                                      |                                      |
| Бугари                               | Бугари                               |                                      | 18                                   | 46,1%                                |
| Срби                                 | Срби                                 |                                      | 18                                   | 46,1%                                |
| неизјашњени                          | неизјашњени                          |                                      | 3                                    | 7,7%                                 |